# Élections sénatoriales de 2001 dans la Loire
Les élections sénatoriales dans la Loire ont lieu le dimanche 23 septembre 2001. Elles ont pour but d'élire les sénateurs représentant le département au Sénat pour un mandat de neuf années.

## Contexte départemental
Lors des élections sénatoriales du 27 septembre 1992 dans la Loire, quatre sénateurs ont été élus selon un scrutin majoritaire : François Mathieu (UDF), Louis Mercier (UDF), Guy Poirieux (UDF) et Lucien Neuwirth (RPR).
Depuis, tous les effectifs du collège électoral des grands électeurs ont été renouvelés, avec les élections législatives de 1997 dans la Loire, les élections européennes de 1999, les élections régionales françaises de 1998, les élections cantonales de 1998 et 2001 et les élections municipales françaises de 2001.

## Présentation des listes et des candidats
Les nouveaux représentants sont élus pour une législature de 9 ans au suffrage universel indirect par les 1 738 grands électeurs du département. Le nombre de sénateurs reste inchangé, 4 sénateurs sont à élire. 

### Gauche plurielle
| N° | Candidats | Candidats            | Parti | Principale fonction                                |
| -- | --------- | -------------------- | ----- | -------------------------------------------------- |
| 01 |           | Jean-Claude Frécon   | PS    | Conseiller général, maire de Pouilly-les-Feurs     |
| 02 |           | Josiane Mathon       | PCF   | Adjointe au maire de La Ricamarie                  |
| 03 |           | Jean-Philippe Bayon  | Verts | Conseiller régional, conseiller municipal d'Unieux |
| 04 |           | Christiane Farigoule | PS    | Conseillère municipale de Rive-de-Gier             |

### Rassemblement pour la République
| N° | Candidats | Candidats          | Parti | Principale fonction                                                   |
| -- | --------- | ------------------ | ----- | --------------------------------------------------------------------- |
| 01 |           | Bernard Fournier   | RPR   | Sénateur sortant, conseiller général, maire de Saint-Nizier-de-Fornas |
| 02 |           | Nicole Peycelon    | DLC   | Conseillère régionale, adjointe au maire de Saint-Étienne             |
| 03 |           | Alain Pierson      | RPR   | Adjoint au maire de Roanne                                            |
| 04 |           | Marguerite Lacroix | RPR   | Maire de Chazelles-sur-Lyon                                           |

### Divers droite
| N° | Candidats | Candidats          | Parti | Principale fonction                         |
| -- | --------- | ------------------ | ----- | ------------------------------------------- |
| 01 |           | Michel Thiollière  | UDF   | Conseiller régional, maire de Saint-Étienne |
| 02 |           | Christiane Longère | DVD   | Maire de Briennon                           |
| 03 |           | Gérard Ducarre     | RPR   | Conseiller régional, maire de Saint-Chamond |
| 04 |           | Michèle Perez      | DVD   | Maire de Roisey                             |

### Rassemblement pour la République
| N° | Candidats | Candidats         | Parti | Principale fonction                                           |
| -- | --------- | ----------------- | ----- | ------------------------------------------------------------- |
| 01 |           | Lucien Neuwirth   | RPR   | Sénateur sortant                                              |
| 02 |           | Annie Domenichini | RPR   | Conseillère générale, conseillère municipale de Saint-Étienne |
| 03 |           | Philippe Macke    | DVD   | Conseiller régional, conseiller général                       |
| 04 |           | Martine Bony      | RPR   | Adjointe au maire de Rive-de-Gier                             |

### Mouvement des citoyens
| N° | Candidats | Candidats          | Parti | Principale fonction                                       |
| -- | --------- | ------------------ | ----- | --------------------------------------------------------- |
| 01 |           | Guy Laforie        | MDC   | Conseiller général, conseiller municipal de Saint-Étienne |
| 02 |           | Simone Godard      | MDC   |                                                           |
| 03 |           | Christian Daudel   | MDC   |                                                           |
| 04 |           | Marie-Paule Harter | MDC   | Conseillère municipale de Saint-Paul-en-Jarez             |

### Divers
| N° | Candidats | Candidats        | Parti | Principale fonction |
| -- | --------- | ---------------- | ----- | ------------------- |
| 01 |           | Gérard Tardy     | DVD   | Maire de Lorette    |
| 02 |           | Françoise Ogier  | DVD   |                     |
| 03 |           | René Roche       | DVG   |                     |
| 04 |           | Isabelle Canivet | DVD   |                     |

### Front National
| N° | Candidats | Candidats         | Parti | Principale fonction                                        |
| -- | --------- | ----------------- | ----- | ---------------------------------------------------------- |
| 01 |           | Charles Perrot    | FN    | Conseiller régional, conseiller municipal de Saint-Étienne |
| 02 |           | Michèle Bracciano | FN    | Conseillère municipale de Saint-Étienne                    |
| 03 |           | Christian Grangis | FN    | Conseiller régional, conseiller municipal de Rive-de-Gier  |
| 04 |           | Noëlle Guichard   | FN    |                                                            |

### Union des Contribuables français
| N° | Candidats | Candidats      | Parti | Principale fonction |
| -- | --------- | -------------- | ----- | ------------------- |
| 01 |           | Gilbert Claret | UCF   |                     |
| 02 |           | Reine Massias  | UCF   |                     |
| 03 |           | Henri Job      | UCF   |                     |
| 04 |           | Annie Lebeau   | UCF   |                     |

### Mouvement national républicain
| N° | Candidats | Candidats       | Parti | Principale fonction |
| -- | --------- | --------------- | ----- | ------------------- |
| 01 |           | Raymonde Martin | MNR   |                     |
| 02 |           | Serge Bonnard   | MNR   |                     |
| 03 |           | Yolande Chauvel | MNR   |                     |
| 04 |           | André Martin    | MNR   |                     |

## Résultats
| Tête de liste  | Tête de liste      | Liste          | Voix  | %      | Sièges |
| -------------- | ------------------ | -------------- | ----- | ------ | ------ |
|                | Jean-Claude Frécon | PS-PCF-Verts   | 714   | 41,63  | 2      |
|                | Bernard Fournier   | RPR-DLC        | 429   | 25,01  | 1      |
|                | Michel Thiollière  | UDF-RPR        | 337   | 19,65  | 1      |
|                | Lucien Neuwirth    | RPR            | 155   | 9,04   |        |
|                | Guy Laforie        | MDC            | 28    | 1,63   |        |
|                | Gérard Tardy       | DVD            | 21    | 1,22   |        |
|                | Charles Perrot     | FN             | 21    | 1,22   |        |
|                | Gilbert Claret     | UCF            | 7     | 0,41   |        |
|                | Raymonde Martin    | MNR            | 3     | 0,17   |        |
|                |                    |                |       |        |        |
| Inscrits       | Inscrits           | Inscrits       | 1 738 | 100,00 |        |
| Abstentions    | Abstentions        | Abstentions    | 11    | 0,63   |        |
| Votants        | Votants            | Votants        | 1 727 | 99,37  |        |
| Blancs et nuls | Blancs et nuls     | Blancs et nuls | 12    | 0,69   |        |
| Exprimés       | Exprimés           | Exprimés       | 1 715 | 98,68  |        |